# Jiangshanosaurus
Jiangshanosaurus lixianensis
Ne doit pas être confondu avec le stégosaure Yingshanosaurus.
Ne doit pas être confondu avec le sauropodomorphe Jingshanosaurus.
Genre
Espèce
Jianshanosaurus est un genre éteint de dinosaures titanosaures  ayant vécu au Crétacé inférieur (Albien) il y a environ 105 millions d'années, dans ce qui est aujourd'hui la Chine.
L'espèce type et seule espèce, Jiangshanosaurus lixianensis, a été décrite par Feng Tang et ses collègues en 2001.

## Découverte
Ses restes fossiles ont été découverts dans la formation géologique de Jinhua dans le village de Lixian près de la ville de Jiangshan (qui lui a donné son nom) dans la province de Zhejiang de l'Est de la Chine.
Le matériel fossile inclut des morceaux de l'épaule, du dos, du pelvis, du fémur et de la queue.

## Classification
Jiangshanosaurus a été attribué par ses inventeurs en 2001 à la famille des Titanosauridae. Upchurch et ses collègues, en 2004, notent que ses vertèbres caudales sont concaves sur leur partie avant, indiquant qu'il appartiendrait bien à la famille des Titanosauridae.
Cependant, en 2017, Alexander Arianov et Hans-Dieter Sues, dans le cadre d'une revue des dinosaures sauropodes d'Asie centrale, le rattachent directement au clade des Titanosauria.
Il s'agit du premier titanosaure découvert en Chine.

## Description
Comme d'autres de sa famille, Jiangshanosaurus avait probablement une peau épaisse ou une armure de plaques osseuses comme protection.